# César del Rio
César del Rio Gil (ur. 12 sierpnia 1941) – meksykański zapaśnik walczący w obu stylach. Olimpijczyk z Tokio 1964, gdzie odpadł w eliminacjach w wadze muszej do 52 kg.

## Letnie Igrzyska Olimpijskie 1964
| Konkurencja                | Walki                    | Walki                      | Klas. końcowa |
| Konkurencja                | Pierwsza runda           | Druga runda                | Miejsce       |
| -------------------------- | ------------------------ | -------------------------- | ------------- |
| styl klasyczny, waga musza | Dick Wilson (USA) P      | Dumitru Pârvulescu (ROM) P | druga runda   |
| styl wolny, waga musza     | Eduardo Campbell (PAN) P | Yoshikatsu Yoshida (JPN) P | druga runda   |